# Флавий Евдоксий
Флавий Евдоксий (лат. Flavius Eudoxius) — римский государственный деятель середины V века.
Возможно, что в 427 году Евдоксий был комитом священных щедрот. В 440 году он был назначен на должность комита частного имущества Востока.
В 442 году Евдоксий стал консулом. Его коллегой на Западе был Флавий Диоскор.